# مؤتمر وادي الحجير
مؤتمر وادي الحجير هو اجتماع دعا إليه عبد الحسين شرف الدين وحضره ثوار جبل عامل (جنوب لبنان) يوم السبت في 24 نيسان 1920 (5 شعبان 1338هـ)، انعقد المؤتمر في منطقة وادي الحجير في جنوب لبنان وذلك بعيداً عن أعين الاحتلال الفرنسي وكان الهدف منه إطلاق المقاومة ضد الاستعمار وتقسيم الوطن العربي ودعماً للحكم العربي الوطني، كان من الحضور المناضلان أدهم خنجر الصعبي وصادق حمزة الفاعور و المناضل محمد علي الحوماني
. ألقى شرف الدين خطبة عبارة عن برنامج المقاومة وضوابطه داعياً إلى الوحدة الوطنية واحترام الطوائف.
1. ↑  "مؤتمـــر وادي الحجيـــــــر وآثــــــــــارُه" (PDF).
2. ↑  "مؤتمر وادي الحجير.. من تاريخ جبل عامل الضائع | مناطق نت". 10 أكتوبر 2023. اطلع عليه بتاريخ 2024-01-28.